# Ropsley
Ropsley est un village du Lincolnshire, en Angleterre.